# Оровілл (Каліфорнія)
Оровілл (англ. Oroville) — місто (англ. city) в США, в окрузі Б'ютт штату Каліфорнія. Населення — 20 042 особи (2020). Оровіль є одним з найбільш швидко зростаючих за чисельністю населення міст у Каліфорнії — приріст населення тут в період з 2000 по 2007 роки дорівнює 11,9%, у той час, як у середньому по країні приріст не перевищує одного відсотка.

## Географія
Оровілл розташований за координатами 39°30′11″ пн. ш. 121°33′59″ зх. д. / 39.50306° пн. ш. 121.56639° зх. д. (39.503015, -121.566473).  За даними Бюро перепису населення США в 2010 році місто мало площу 33,70 км², з яких 33,65 км² — суходіл та 0,05 км² — водойми. В 2017 році площа становила 35,85 км², з яких 35,81 км² — суходіл та 0,05 км² — водойми. Висота центру населеного пункту — 51 метр над рівнем моря. Оровіль розташоване на березі річки Фетер в тому місці, де вона стікає з гір Сьєрра-Невада на рівну поверхню Центральної каліфорнійської долини. В геологічному відношенні місто розташоване на стику Каліфорнійської долини, гір Сьєрра-Невада, а також Каскадних гір. Клімат міста — середземноморський.

### Клімат
| Клімат : Оровілл        | Клімат : Оровілл | Клімат : Оровілл | Клімат : Оровілл | Клімат : Оровілл | Клімат : Оровілл | Клімат : Оровілл | Клімат : Оровілл | Клімат : Оровілл | Клімат : Оровілл | Клімат : Оровілл | Клімат : Оровілл | Клімат : Оровілл | Клімат : Оровілл |
| Показник                | Січ.             | Лют.             | Бер.             | Квіт.            | Трав.            | Черв.            | Лип.             | Серп.            | Вер.             | Жовт.            | Лист.            | Груд.            | Рік              |
| Абсолютний максимум, °C | 27,8             | 27,8             | 31,1             | 35,6             | 40,0             | 46,1             | 46,1             | 45,0             | 42,2             | 38,9             | 32,2             | 24,4             | 46,1             |
| Середній максимум, °C   | 12,8             | 16,0             | 18,5             | 22,1             | 27,1             | 32,1             | 35,8             | 34,8             | 31,7             | 25,9             | 18,2             | 12,9             | 24,0             |
| Середній мінімум, °C    | 2,9              | 4,7              | 6,3              | 7,9              | 11,2             | 14,6             | 16,7             | 15,5             | 13,1             | 9,4              | 5,6              | 2,9              | 9,2              |
| Абсолютний мінімум, °C  | −5,6             | −5,6             | −3,3             | −1,7             | −1,1             | 1,7              | 7,2              | 5,6              | 4,4              | −2,8             | −5               | −11,1            | −11,1            |
| Норма опадів, мм        | 141              | 123              | 103              | 56               | 25               | 11               | 1                | 4                | 10               | 42               | 91               | 122              | 729              |
| Днів з опадами          | 11               | 10               | 9                | 7                | 4                | 2                | 0                | 0                | 1                | 4                | 8                | 10               | 66,0             |
| ----------------------- | ---------------- | ---------------- | ---------------- | ---------------- | ---------------- | ---------------- | ---------------- | ---------------- | ---------------- | ---------------- | ---------------- | ---------------- | ---------------- |
| Джерело: WRCC           |                  |                  |                  |                  |                  |                  |                  |                  |                  |                  |                  |                  |                  |

## Демографія

### Перепис 2010
Згідно з переписом 2010 року, у місті мешкало 15 546 осіб у 5646 домогосподарствах у складі 3497 родин. Густота населення становила 461 особа/км².  Було 6194 помешкання (184/км²).
Расовий склад населення:
| - 75,2 % — білих - 8,0 % — азіатів - 3,7 % — корінних американців - 2,9 % — чорних або афроамериканців - 0,4 % — вихідців з тихоокеанських островів - 3,6 % — осіб інших рас |

До двох чи більше рас належало 6,3 %. Частка іспаномовних становила 12,5 % від усіх жителів.
За віковим діапазоном населення розподілялося таким чином: 27,4 % — особи молодші 18 років, 60,0 % — особи у віці 18—64 років, 12,6 % — особи у віці 65 років та старші. Медіана віку мешканця становила 31,5 року. На 100 осіб жіночої статі у місті припадало 93,7 чоловіків;  на 100 жінок у віці від 18 років та старших — 91,8 чоловіків також старших 18 років.
Середній дохід на одне домашнє господарство  становив 48 618 доларів США (медіана — 36 462), а середній дохід на одну сім'ю — 58 930 доларів (медіана — 44 892). Медіана доходів становила 39 506 доларів для чоловіків та 32 094 долари для жінок. За межею бідності перебувало 23,8 % осіб, у тому числі 31,0 % дітей у віці до 18 років та 11,6 % осіб у віці 65 років та старших.
Цивільне працевлаштоване населення становило 5252 особи. Основні галузі зайнятості: освіта, охорона здоров'я та соціальна допомога — 25,6 %, мистецтво, розваги та відпочинок — 20,0 %, роздрібна торгівля — 13,4 %, виробництво — 9,1 %.

### Перепис 2000
За даними перепису 2000 року, населення Джексона становить 13 004 особи, 4 881 домогосподарство і 2948 сімей, що проживають в місті. Густота населення дорівнює 409,9 чол/км. У місті 5419 одиниць житла із середньою щільністю 170,8 од/км². Расовий склад міста включає 77,2% білих, 4,0% чорних або афроамериканців, 3,9% корінних американців, 6,3% азіатів, 0,3% вихідців з тихоокеанських островів, 2,8% представників інших рас та 5,4% представників двох і більше рас. 8,3% з усіх рас — латиноамериканці.
З 4881 домогосподарств 33,9% мають дітей віком до 18 років, 36,4% є подружніми парами, які проживають разом, 18,9% є жінками, що живуть без чоловіків, а 39,6% не мають родини. 33,2% всіх домогосподарств складаються з окремих осіб, в 14,5% домогосподарств проживають самотні люди у віці 65 років та старше. Середній розмір домогосподарства склав 2,50, а середній розмір родини — 3,19.
У місті проживає 30,1% населення у віці до 18 років, 10,3% від 18 до 24 років, 25,8% від 25 до 44 років, 19,2% від 45 до 64 років, і 14,7% у віці 65 років та старше. Середній вік населення — 33 роки. На кожні 100 жінок припадає 95,8 чоловіків. На кожні 100 жінок у віці 18 років та старше припадає 90,7 чоловіків.
Середній дохід на домашнє господарство склав $21 911, а середній дохід на сім'ю $27 666. Чоловіки мають середній дохід в $28 587 проти $21 916 у жінок. дохід на душу населення дорівнює $12 345. Близько 16,2% сімей та 23,1% всього населення мають дохід нижче прожиткового рівня, у тому числі 39,3% з них молодше 18 років і 8,9% від 65 років та старше.